# Jana Šilerová
Jana Šilerová (* 31. prosince 1950 Znojmo) je duchovní, v letech 1999–2013 byla olomouckou biskupkou Církve československé husitské. Stala se tak první ženou v biskupském úřadu v postkomunistické Evropě.

## Životopis
V roce 1969 odmaturovala na gymnáziu ve Znojmě a v roce 1974 ukončila Husovu československou bohosloveckou fakultu v Praze. Na kněze byla vysvěcena 12. října 1974, působila jako farářka v husitských farnostech Vratimov (1974–1981), Kunčice pod Ondřejníkem (1981–1984) a Frenštát a od roku 1984 dodnes je farářkou v Rychvaldu a Bohumíně. Je rozvedená a podruhé vdaná. Biskupkou olomouckou byla od roku 1999, po dvou funkčních obdobích se jejím nástupcem v tomto úřadu dne 6. dubna 2013 stal MUDr. Rudolf Göbel.
V květnu 2001 byla zvolena členkou Rady České televize. Ve funkci působila do května 2007.